# Asim Ferhatović Hasestadion
Het Asim Ferhatović Hasestadion is een multifunctioneel stadion in de Bosnische hoofdstad Sarajevo. Het complex, ook bekend onder de vroegere naam Koševostadion, is de thuisbasis van voetbalclub FK Sarajevo. Het is, naast Bilino Polje in Zenica, een van de twee stadions waar het nationale voetbalelftal van Bosnië en Herzegovina regelmatig interlands speelt.
Het stadion werd geopend in 1947. Met het oog op de Olympische Winterspelen 1984 werd het complex grondig gerenoveerd. Sindsdien is het ook bekend als het Olympisch Stadion ("Olimpijski Stadion Koševo"). Op 8 februari 1984 was het stadion het decor van de openingsceremonie van de Olympische Winterspelen. Ongeveer 50.000 toeschouwers waren getuige van de plechtigheid.
Sinds juli 2004 heet het stadion officieel het Asim Ferhatović Hasestadion, vernoemd naar de legendarische oud-voetballer van FK Sarajevo, Asim Ferhatović. Het bouwwerk biedt officieel plaats aan 30.121 toeschouwers, maar bij popconcerten kan de capaciteit uitgebreid worden tot circa 80.000, zoals gebeurde bij U2's PopMart Tour in 1997 en Dino Merlins Burek tour in 2004.

## Interlands
| Voetbalinterlands                 | Voetbalinterlands | Voetbalinterlands                            | Voetbalinterlands | Voetbalinterlands | Voetbalinterlands | Voetbalinterlands | Voetbalinterlands |
| №                                 | Datum             | Wedstrijd                                    | Uitslag           | Competitie        |                   |                   |                   |
| Koševostadion                     | Koševostadion     | Koševostadion                                | Koševostadion     | Koševostadion     | Koševostadion     | Koševostadion     | Koševostadion     |
| --------------------------------- | ----------------- | -------------------------------------------- | ----------------- | ----------------- | ----------------- | ----------------- | ----------------- |
| 1                                 | 17 oktober 1954   | Joegoslavië – Turkije                        | 5 – 1             | Vriendschappelijk |                   |                   |                   |
| 2                                 | 8 april 1970      | Joegoslavië – Oostenrijk                     | 1 – 1             | Vriendschappelijk |                   |                   |                   |
| 3                                 | 22 september 1971 | Joegoslavië – Mexico                         | 4 – 0             | Vriendschappelijk |                   |                   |                   |
| 4                                 | 22 maart 1980     | Joegoslavië – Uruguay                        | 2 – 1             | Vriendschappelijk |                   |                   |                   |
| 5                                 | 1 juni 1983       | Joegoslavië – Roemenië                       | 1 – 0             | Vriendschappelijk |                   |                   |                   |
| 6                                 | 3 april 1985      | Joegoslavië – Frankrijk                      | 0 – 0             | WK-kwalificatie   |                   |                   |                   |
| 7                                 | 11 oktober 1989   | Joegoslavië – Noorwegen                      | 1 – 0             | WK-kwalificatie   |                   |                   |                   |
| 8                                 | 6 november 1996   | Bosnië en Herzegovina – Italië               | 2 – 1             | Vriendschappelijk |                   |                   |                   |
| 9                                 | 2 april 1997      | Bosnië en Herzegovina – Griekenland          | 0 – 1             | WK-kwalificatie   |                   |                   |                   |
| 10                                | 20 augustus 1997  | Bosnië en Herzegovina – Denemarken           | 3 – 0             | WK-kwalificatie   |                   |                   |                   |
| 11                                | 10 september 1997 | Bosnië en Herzegovina – Slovenië             | 1 – 0             | WK-kwalificatie   |                   |                   |                   |
| 12                                | 19 augustus 1998  | Bosnië en Herzegovina – Faeröer              | 1 – 0             | EK-kwalificatie   |                   |                   |                   |
| 13                                | 5 september 1998  | Bosnië en Herzegovina – Estland              | 1 – 1             | EK-kwalificatie   |                   |                   |                   |
| 14                                | 10 oktober 1998   | Bosnië en Herzegovina – Tsjechië             | 1 – 3             | EK-kwalificatie   |                   |                   |                   |
| 15                                | 5 juni 1999       | Bosnië en Herzegovina – Litouwen             | 2 – 0             | EK-kwalificatie   |                   |                   |                   |
| 16                                | 4 september 1999  | Bosnië en Herzegovina – Schotland            | 1 – 2             | EK-kwalificatie   |                   |                   |                   |
| 17                                | 16 augustus 2000  | Bosnië en Herzegovina – Turkije              | 2 – 0             | Vriendschappelijk |                   |                   |                   |
| 18                                | 2 september 2000  | Bosnië en Herzegovina – Spanje               | 1 – 2             | WK-kwalificatie   |                   |                   |                   |
| 19                                | 24 maart 2001     | Bosnië en Herzegovina – Oostenrijk           | 1 – 1             | WK-kwalificatie   |                   |                   |                   |
| 20                                | 1 september 2001  | Bosnië en Herzegovina – Israël               | 0 – 0             | WK-kwalificatie   |                   |                   |                   |
| 21                                | 21 augustus 2002  | Bosnië en Herzegovina – Joegoslavië          | 0 – 2             | Vriendschappelijk |                   |                   |                   |
| 22                                | 7 september 2002  | Bosnië en Herzegovina – Roemenië             | 0 – 3             | EK-kwalificatie   |                   |                   |                   |
| 23                                | 11 oktober 2002   | Bosnië en Herzegovina – Duitsland            | 1 – 1             | Vriendschappelijk |                   |                   |                   |
| 24                                | 11 oktober 2003   | Bosnië en Herzegovina – Denemarken           | 1 – 1             | EK-kwalificatie   |                   |                   |                   |
| Olimpijskistadion Asim Ferhatović |                   |                                              |                   |                   |                   |                   |                   |
| 25                                | 9 oktober 2004    | Bosnië en Herzegovina – Servië en Montenegro | 0 – 0             | WK-kwalificatie   |                   |                   |                   |
| 26                                | 30 maart 2005     | Bosnië en Herzegovina – Litouwen             | 1 – 1             | WK-kwalificatie   |                   |                   |                   |
| 27                                | 16 augustus 2006  | Bosnië en Herzegovina – Frankrijk            | 1 – 2             | Vriendschappelijk |                   |                   |                   |
| 28                                | 2 juni 2007       | Bosnië en Herzegovina – Turkije              | 3 – 2             | EK-kwalificatie   |                   |                   |                   |
| 29                                | 6 juni 2007       | Bosnië en Herzegovina – Malta                | 1 – 0             | EK-kwalificatie   |                   |                   |                   |
| 30                                | 22 augustus 2007  | Bosnië en Herzegovina – Kroatië              | 3 – 5             | Vriendschappelijk |                   |                   |                   |
| 31                                | 12 september 2007 | Bosnië en Herzegovina – Moldavië             | 0 – 1             | EK-kwalificatie   |                   |                   |                   |
| 32                                | 17 oktober 2007   | Bosnië en Herzegovina – Noorwegen            | 0 – 2             | EK-kwalificatie   |                   |                   |                   |
| 33                                | 12 augustus 2009  | Bosnië en Herzegovina – Iran                 | 2 – 3             | Vriendschappelijk |                   |                   |                   |
| 34                                | 3 maart 2010      | Bosnië en Herzegovina – Ghana                | 2 – 1             | Vriendschappelijk |                   |                   |                   |
| 35                                | 7 september 2010  | Bosnië en Herzegovina – Frankrijk            | 0 – 2             | EK-kwalificatie   |                   |                   |                   |
| 36                                | 10 augustus 2011  | Bosnië en Herzegovina – Griekenland          | 0 – 0             | Vriendschappelijk |                   |                   |                   |
| 37                                | 14 augustus 2013  | Bosnië en Herzegovina – Verenigde Staten     | 3 – 4             | Vriendschappelijk |                   |                   |                   |
| 38                                | 12 november 2020  | Bosnië en Herzegovina – Iran                 | 0 – 2             | Vriendschappelijk |                   |                   |                   |